# Leonardo-da-Vinci-Brücke

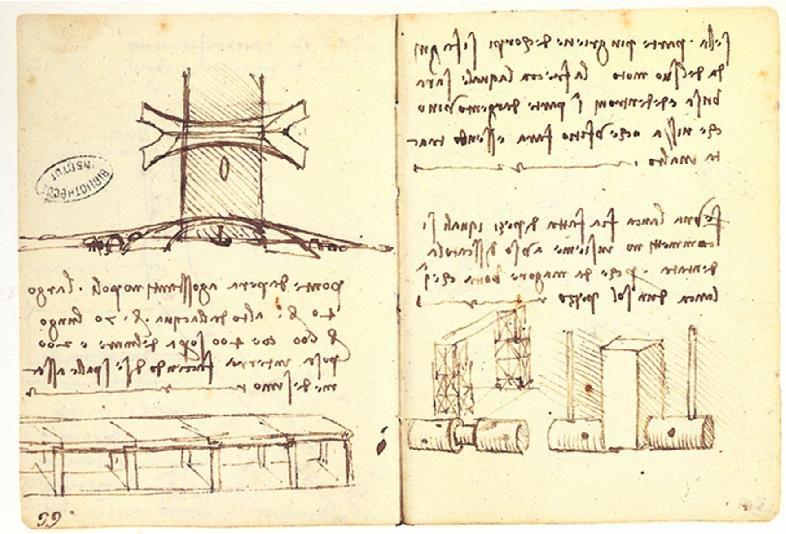
Leonardo da Vincis Brückenentwurf im Manuskript L der sogenannten Pariser Manuskripte, 1502

Die Leonardo-da-Vinci-Brücke ist eine moderne Fußgängerbrücke über die Europastraße 18 (E18) in der Kommune Ås, Provinz Akershus, etwa 35 Kilometer südlich von Oslo.
Die Brücke wurde im Jahr 2001 durch eine Initiative des norwegischen Künstlers Vebjørn Sand errichtet; nach Plänen des italienischen Renaissancekünstlers und Erfinders Leonardo da Vinci (1452–1519).
Leonardo da Vinci hatte die Konstruktion im Jahr 1502 dem Sultan Bayezid II. zur Überquerung des Goldenen Horns vorgeschlagen. Leonardos ohne Einheiten angegebenen Maße sind: 40 Breite, 70 Höhe, 600 Länge, davon 400 über dem Meer und 200 an Land. Der Historiker und Orientalist Franz Babinger rechnete diese Maße mit der angenommenen Florentiner Elle von 0,5836 m um in 23,75 m Breite, 40,85 m Höhe, 350,16 m Länge, davon 233,44 m über Wasser  und 116,72 m an Land. Die Brücke in Ås wurde in einem verkleinerten Maßstab errichtet.